# Cabila (toque do candomblé)
Cabila, também conhecido como cabula, é um ritmo executado nos terreiros terreiros de candomblé da nação Angola e que foi a célula mãe do samba e de outros gêneros musicais brasileiros, sendo que seu padrão ritmo é notado em muitas formas de samba, tais como o samba de roda do Recôncavo baiano, o Samba Afro do Ilê Aiyê, o partido-alto, o pagode baiano e ainda em músicas de artistas como Caetano Veloso, Djavan, João Gilberto e João Bosco.